# Aspalathus psoraleoides
Aspalathus psoraleoides är en ärtväxtart som först beskrevs av Karel Presl, och fick sitt nu gällande namn av George Bentham. Aspalathus psoraleoides ingår i släktet Aspalathus och familjen ärtväxter. Inga underarter finns listade i Catalogue of Life.